# Osoje (Novi Pazar)
Osoje (szerbül: Осоје)  település Szerbiában, a Raskai körzet Novi Pazar községben.

## Népesség
Lakosságának száma rohamosan gyarapszik.
- 1948-ban 118 lakosa volt.
- 1953-ban 128 lakosa volt.
- 1961-ben 210 lakosa volt.
- 1971-ben 176 lakosa volt.
- 1981-ben 211 lakosa volt.
- 1991-ben 795 lakosa volt.
- 2002-ben 966 lakosa volt,[1] melyből 679 bosnyák (70,28%), 164 szerb (16,97%), 116 muzulmán (12%), 5 jugoszláv és 1 szlovén.[2]